# Xorides rufomaculatus
Xorides rufomaculatus är en stekelart som först beskrevs av Cameron 1905.  Xorides rufomaculatus ingår i släktet Xorides och familjen brokparasitsteklar. Inga underarter finns listade i Catalogue of Life.